# The Peel Sessions 1971/1974
Pour les articles homonymes, voir Peel Sessions.
Albums de Gong
Live Floating Anarchy 1991
(1995) Full Circle Live '88
(1998)
The Peel Sessions 1971/1974 est un album de Gong sorti en 1995.
Il fait partie de la très longue liste d'albums sortis après le passage de groupes dans l'émission radiophonique de John Peel sur BBC Radio 1 : les Peel Sessions.
À noter des versions de morceaux du tout début du groupe avec notamment Kevin Ayers, ex- Soft Machine à la guitare.

## Liste des titres
| No | Titre                                                   | Durée |
| -- | ------------------------------------------------------- | ----- |
| 1. | Magick Brother                                          | 4:50  |
| 2. | Clarence In Wonderland                                  | 4:42  |
| 3. | Tropical Fish / Selene                                  | 11:46 |
| 4. | You Can't Kill Me                                       | 7:00  |
| 5. | Radio Gnome Direct Broadcast                            | 0:53  |
| 6. | Crystal Machine                                         | 9:03  |
| 7. | Zero The Hero And The Orgasm Witch                      | 11:10 |
| 8. | Captain Capricorns Dream Saloon / Radio Gnome Invisible | 12:02 |
| 9. | Oily Way                                                | 11:16 |

## Musiciens
- Christian Tritsch : basse (1-3)
- Mike Howlett : basse (4-9)
- Pierre Moerlen : batterie (4-7,9)
- Pip Pyle : batterie (1-3)
- Rob Tait : batterie (8)
- Steve Hillage : guitare (4-9)
- Daevid Allen : guitare, voix
- Gilli Smyth : voix (1-7,9)
- Kevin Ayers : guitare (1-3)
- Didier Malherbe : saxophone
- Tim Blake : synthétiseur (4-9)
- Di Bond : voix (8)